# 1980-as magyar tekebajnokság
Az 1980-as magyar tekebajnokság a negyvenkettedik magyar bajnokság volt. Ettől az évtől az egyéni és a páros bajnokságot együtt rendezték úgy, hogy az első napi párosbajnokság legjobbjai indulhattak a második napi egyéniben, ahová a párosban elért eredményeiket is vitték. A bajnokságot május 10. és 11. között rendezték meg Budapesten, a BKV Előre pályáján.

## Eredmények
| Versenyszám  | Arany                                        | Arany | Ezüst                                                                | Ezüst | Bronz                                           | Bronz |
| ------------ | -------------------------------------------- | ----- | -------------------------------------------------------------------- | ----- | ----------------------------------------------- | ----- |
| Férfi egyéni | Csányi Béla Ferencvárosi TC                  | 1852  | Mészáros József BKV Előre                                            | 1838  | Scher József BKV Előre                          | 1815  |
| Férfi páros  | Mészáros József, Tornyosi Lajos BKV Előre    | 1825  | Csányi Béla, Sütő László Ferencvárosi TC                             | 1807  | Rákos József, Scher József BKV Előre            | 1803  |
| Női egyéni   | Sallai Mátyásné Ferencvárosi TC              | 840   | Nyikus Mária Győri Lenszövő                                          | 834   | Pete Lászlóné BKV Előre                         | 831   |
| Női páros    | Tompa Györgyné, Ábrahám Mária Szegedi EOL AK | 831   | Megyesi Lászlóné, Kristyán Zsuzsa Tatabányai Bányász, Győri Lenszövő | 827   | Vad Gyuláné, Holczer Lászlóné Kőbányai Porcelán | 805   |